# Elezioni comunali in Piemonte del 2002
Il 26 maggio 2002 (con ballottaggio il 9 giugno) in Piemonte si tennero le elezioni per il rinnovo di numerosi consigli comunali. 

## Riepilogo Sindaci Eletti
| Provincia            | Comune      | Sindaco uscente | Sindaco uscente           | Sindaco eletto | Sindaco eletto            | Primo turno | Primo turno          | Secondo turno | Secondo turno | Seggi   |   |   |         |
| -------------------- | ----------- | --------------- | ------------------------- | -------------- | ------------------------- | ----------- | -------------------- | ------------- | ------------- | ------- | - | - | ------- |
| Provincia            | Comune      | Torino          | Chivasso                  |                | Andrea Fluttero (AN)      |             | Andrea Fluttero (AN) | 8.688         | 57,26         | Seggi   | _ | _ | 12 / 20 |
| Grugliasco           |             | Torino          | Mariano Turigliatto (FdV) |                | Marcello Mazzù (DS)       | 15.020      | 65,74                | _             | _             | 21 / 30 |   |   |         |
| Moncalieri           |             | Torino          | Carlo Novarino (DS)       |                | Lorenzo Bonardi (DS)      | 18.270      | 55,57                | _             | _             | 18 / 30 |   |   |         |
| Rivalta di Torino    |             | Torino          | Nicola De Ruggiero (DS)   |                | Amalia Neirotti (DS)      | 5.265       | 49,09                | 6.018         | 66,13         | 12 / 20 |   |   |         |
| Cuneo                | Cuneo       |                 | Elio Rostagno (Ind.)      |                | Alberto Valmaggia (DL)    | 16.170      | 48,15                | 16.473        | 52,98         | 24 / 40 |   |   |         |
| Cuneo                | Mondovì     |                 | Riccardo Vaschetti (LN)   |                | Aldo Rabbia (Ind.)        | 7.655       | 58,24                | _             | _             | 13 / 20 |   |   |         |
| Alessandria          | Alessandria |                 | Francesca Calvo (LN)      |                | Mara Scagni (DS)          | 25.146      | 46,85                | 27.447        | 53,87         | 22 / 40 |   |   |         |
| Alessandria          | Acqui Terme |                 | Bernardino Bosio (LN)     |                | Danilo Rapetti (Ind.)     | 4.196       | 31,40                | 7.060         | 56,38         | 12 / 20 |   |   |         |
| Novara               | Arona       |                 | Mario Velati (FI)         |                | Mario Velati (FI)         | 4.628       | 51,50                | _             | _             | 12 / 20 |   |   |         |
| Novara               | Borgomanero |                 | Pier Luigi Pastore (DL)   |                | Pier Luigi Pastore (DL)   | 5.233       | 44,89                | 6.089         | 59,61         | 12 / 20 |   |   |         |
| Asti                 | Asti        |                 | Luigi Florio (FI)         |                | Vittorio Voglino (DL)     | 19.224      | 45,19                | 22.057        | 54,63         | 24 / 40 |   |   |         |
| Verbano-Cusio-Ossola | Domodossola |                 | Mariano Cattrini (DS)     |                | Gian Mauro Mottini (Ind.) | 5.995       | 53,25                | _             | _             | 12 / 20 |   |   |         |
| Verbano-Cusio-Ossola | Omegna      |                 | Teresio Piazza (DS)       |                | Alberto Buzio (DS)        | 4.999       | 53,20                | _             | _             | 12 / 20 |   |   |         |

## Torino

### Chivasso
|                                              | Andrea Fluttero ✔️ Sindaco | 8 688                | 57,26 | Forza Italia                       | 2 992  | 22,26 | 5  |  |  |
| Alleanza Nazionale                           | Andrea Fluttero ✔️ Sindaco | 8 688                | 57,26 | 2 589                              | 19,26  | 5     |    |  |  |
| Per Chivasso con Fluttero                    | Andrea Fluttero ✔️ Sindaco | 8 688                | 57,26 | 1 477                              | 10,99  | 2     |    |  |  |
| Lega Nord                                    | Andrea Fluttero ✔️ Sindaco | 8 688                | 57,26 | 480                                | 3,57   | –     |    |  |  |
| Unione dei Democratici Cristiani e di Centro | Andrea Fluttero ✔️ Sindaco | 8 688                | 57,26 | 308                                | 2,29   | –     |    |  |  |
|                                              | Vinicio Milani             | 5 839                | 38,49 | Democratici di Sinistra            | 2 057  | 15,30 | 4  |  |  |
| La Margherita                                | Vinicio Milani             | 5 839                | 38,49 | 1 305                              | 9,71   | 2     |    |  |  |
| Partito della Rifondazione Comunista         | Vinicio Milani             | 5 839                | 38,49 | 948                                | 7,05   | 1     |    |  |  |
| Socialisti Democratici Italiani              | Vinicio Milani             | 5 839                | 38,49 | 321                                | 2,39   | –     |    |  |  |
| Federazione dei Verdi                        | Vinicio Milani             | 5 839                | 38,49 | 261                                | 1,94   | –     |    |  |  |
| Partito dei Comunisti Italiani               | Vinicio Milani             | 5 839                | 38,49 | 138                                | 1,03   | –     |    |  |  |
| Seggio di coalizione                         | Seggio di coalizione       | Seggio di coalizione | 38,49 | 1                                  |        |       |    |  |  |
|                                              | Patrizia Bugnano           | 557                  | 3,67  | Italia dei Valori                  | 489    | 3,64  | –  |  |  |
|                                              | Renza Baro                 | 88                   | 0,58  | Movimento Sociale Fiamma Tricolore | 77     | 0,57  | –  |  |  |
| Totale                                       | Totale                     | 15 172               | 100   |                                    | 13 442 | 100   | 20 |  |  |
|                                              |                            |                      |       |                                    |        |       |    |  |  |
| Fonte: Ministero dell'interno                |                            |                      |       |                                    |        |       |    |  |  |

### Grugliasco
|                                      | Marcello Mazzù ✔️ Sindaco | 15 020               | 65,74 | Democratici di Sinistra         | 4 650  | 22,93 | 8  |  |  |
| La Margherita                        | Marcello Mazzù ✔️ Sindaco | 15 020               | 65,74 | 3 307                           | 16,31  | 5     |    |  |  |
| Partito dei Comunisti Italiani       | Marcello Mazzù ✔️ Sindaco | 15 020               | 65,74 | 2 206                           | 10,88  | 3     |    |  |  |
| Federazione dei Verdi                | Marcello Mazzù ✔️ Sindaco | 15 020               | 65,74 | 1 928                           | 9,51   | 3     |    |  |  |
| Partito della Rifondazione Comunista | Marcello Mazzù ✔️ Sindaco | 15 020               | 65,74 | 1 346                           | 6,64   | 2     |    |  |  |
|                                      | Savino D'Amelio           | 5 990                | 26,22 | Forza Italia                    | 2 187  | 10,78 | 3  |  |  |
| Vivere Grugliasco                    | Savino D'Amelio           | 5 990                | 26,22 | 1 242                           | 6,12   | 2     |    |  |  |
| Alleanza Nazionale                   | Savino D'Amelio           | 5 990                | 26,22 | 1 157                           | 5,70   | 2     |    |  |  |
| Lega Nord                            | Savino D'Amelio           | 5 990                | 26,22 | 435                             | 2,14   | –     |    |  |  |
| Verdi Verdi                          | Savino D'Amelio           | 5 990                | 26,22 | 239                             | 1,18   | –     |    |  |  |
| Seggio di coalizione                 | Seggio di coalizione      | Seggio di coalizione | 26,22 | 1                               |        |       |    |  |  |
|                                      | Giovanni Alaimo           | 741                  | 3,24  | Socialisti Democratici Italiani | 719    | 3,55  | –  |  |  |
| Seggio di coalizione                 | Seggio di coalizione      | Seggio di coalizione | 3,24  | 1                               |        |       |    |  |  |
|                                      | Franco Pastacaldi         | 473                  | 2,07  | UDEUR                           | 384    | 1,89  | –  |  |  |
|                                      | Luciano Azzarà            | 320                  | 1,40  | Italia dei Valori               | 265    | 1,31  | –  |  |  |
|                                      | Carlo Trotta              | 305                  | 1,33  | Pensionati per l'Europa         | 217    | 1,07  | –  |  |  |
| Totale                               | Totale                    | 22 849               | 100   |                                 | 20 282 | 100   | 30 |  |  |
|                                      |                           |                      |       |                                 |        |       |    |  |  |
| Fonte: Ministero dell'interno        |                           |                      |       |                                 |        |       |    |  |  |

### Moncalieri
|                                              | Lorenzo Bonardi ✔️ Sindaco | 18 270               | 55,57 | Democratici di Sinistra              | 7 160  | 24,12 | 9  |  |  |
| La Margherita                                | Lorenzo Bonardi ✔️ Sindaco | 18 270               | 55,57 | 3 541                                | 11,93  | 4     |    |  |  |
| Lista Civica                                 | Lorenzo Bonardi ✔️ Sindaco | 18 270               | 55,57 | 2 260                                | 7,61   | 3     |    |  |  |
| Socialisti Democratici Italiani              | Lorenzo Bonardi ✔️ Sindaco | 18 270               | 55,57 | 1 515                                | 5,10   | 2     |    |  |  |
| Partito dei Comunisti Italiani               | Lorenzo Bonardi ✔️ Sindaco | 18 270               | 55,57 | 678                                  | 2,28   | –     |    |  |  |
| Federazione dei Verdi                        | Lorenzo Bonardi ✔️ Sindaco | 18 270               | 55,57 | 547                                  | 1,84   | –     |    |  |  |
| Italia dei Valori                            | Lorenzo Bonardi ✔️ Sindaco | 18 270               | 55,57 | 474                                  | 1,60   | –     |    |  |  |
| Pensionati per l'Europa                      | Lorenzo Bonardi ✔️ Sindaco | 18 270               | 55,57 | 206                                  | 0,69   | –     |    |  |  |
|                                              | Marco Molineri             | 13 116               | 39,89 | Forza Italia                         | 6 597  | 22,23 | 6  |  |  |
| Alleanza Nazionale                           | Marco Molineri             | 13 116               | 39,89 | 3 194                                | 10,76  | 3     |    |  |  |
| Unione dei Democratici Cristiani e di Centro | Marco Molineri             | 13 116               | 39,89 | 982                                  | 3,31   | 1     |    |  |  |
| Lega Nord                                    | Marco Molineri             | 13 116               | 39,89 | 916                                  | 3,09   | –     |    |  |  |
| Nuovo PSI                                    | Marco Molineri             | 13 116               | 39,89 | 332                                  | 1,12   | –     |    |  |  |
| Seggio di coalizione                         | Seggio di coalizione       | Seggio di coalizione | 39,89 | 1                                    |        |       |    |  |  |
|                                              | Giuseppe Artuffo           | 1 493                | 4,54  | Partito della Rifondazione Comunista | 1 279  | 4,31  | –  |  |  |
| Seggio di coalizione                         | Seggio di coalizione       | Seggio di coalizione | 4,54  | 1                                    |        |       |    |  |  |
| Totale                                       | Totale                     | 32 879               | 100   |                                      | 29 681 | 100   | 30 |  |  |
|                                              |                            |                      |       |                                      |        |       |    |  |  |
| Fonte: Ministero dell'interno                |                            |                      |       |                                      |        |       |    |  |  |

### Rivalta di Torino
| Candidati                                    | Candidati                  | II turno             | II turno          | I turno | I turno | Liste                                | Voti  | %     | Seggi |
| Candidati                                    | Candidati                  | Voti                 | %                 | Voti    | %       | Liste                                | Voti  | %     | Seggi |
| -------------------------------------------- | -------------------------- | -------------------- | ----------------- | ------- | ------- | ------------------------------------ | ----- | ----- | ----- |
|                                              | Amalia Neirotti ✔️ Sindaco | 6 018                | 66,13             | 5 265   | 49,09   | Democratici di Sinistra              | 2 159 | 25,12 | 8     |
| Per Amalia                                   | Amalia Neirotti ✔️ Sindaco | 6 018                | 66,13             | 5 265   | 49,09   | 730                                  | 8,49  | 2     |       |
| Partito dei Comunisti Italiani               | Amalia Neirotti ✔️ Sindaco | 6 018                | 66,13             | 5 265   | 49,09   | 683                                  | 7,95  | 2     |       |
| Socialisti Democratici Italiani              | Amalia Neirotti ✔️ Sindaco | 6 018                | 66,13             | 5 265   | 49,09   | 215                                  | 2,50  | –     |       |
| Federazione dei Verdi                        | Amalia Neirotti ✔️ Sindaco | 6 018                | 66,13             | 5 265   | 49,09   | 121                                  | 1,41  | –     |       |
|                                              | Corrado Lovato             | 3 082                | 33,87             | 3 410   | 31,79   | Forza Italia                         | 1 461 | 17,00 | 3     |
| Alleanza Nazionale                           | Corrado Lovato             | 3 082                | 33,87             | 3 410   | 31,79   | 816                                  | 9,49  | 2     |       |
| Lega Nord                                    | Corrado Lovato             | 3 082                | 33,87             | 3 410   | 31,79   | 347                                  | 4,04  | –     |       |
| Nuovo PSI                                    | Corrado Lovato             | 3 082                | 33,87             | 3 410   | 31,79   | 117                                  | 1,36  | –     |       |
| Verdi Verdi                                  | Corrado Lovato             | 3 082                | 33,87             | 3 410   | 31,79   | 63                                   | 0,73  | –     |       |
| Unione dei Democratici Cristiani e di Centro | Corrado Lovato             | 3 082                | 33,87             | 3 410   | 31,79   | 60                                   | 0,70  | –     |       |
| Seggio di coalizione                         | Seggio di coalizione       | Seggio di coalizione | 33,87             | 3 410   | 31,79   | 1                                    |       |       |       |
|                                              | Pierpaolo Meistro          | Pierpaolo Meistro    | Pierpaolo Meistro | 1 228   | 11,45   | La Margherita                        | 743   | 8,65  | 1     |
| Lista Meistro                                | Pierpaolo Meistro          | Pierpaolo Meistro    | Pierpaolo Meistro | 1 228   | 11,45   | 335                                  | 3,90  | –     |       |
| Seggio di coalizione                         | Seggio di coalizione       | Seggio di coalizione | Pierpaolo Meistro | 1 228   | 11,45   | 1                                    |       |       |       |
|                                              | Anna Maria Mazza           | Anna Maria Mazza     | Anna Maria Mazza  | 381     | 3,55    | Partito della Rifondazione Comunista | 343   | 3,99  | –     |
|                                              | Rocco Fotia                | Rocco Fotia          | Rocco Fotia       | 302     | 2,82    | Forza Rivalta                        | 284   | 3,30  | –     |
|                                              | Giorgio Vitaloni           | Giorgio Vitaloni     | Giorgio Vitaloni  | 140     | 1,31    | Lista Vitaloni                       | 117   | 1,36  | –     |
| Totale                                       | Totale                     | 9 100                | 100               | 10 726  | 100     |                                      | 8 594 | 100   | 20    |
|                                              |                            |                      |                   |         |         |                                      |       |       |       |
| Fonte: Ministero dell'interno                |                            |                      |                   |         |         |                                      |       |       |       |

## Alessandria

### Alessandria
| Candidati                                    | Candidati              | II turno             | II turno            | I turno | I turno | Liste                                    | Voti   | %     | Seggi |
| Candidati                                    | Candidati              | Voti                 | %                   | Voti    | %       | Liste                                    | Voti   | %     | Seggi |
| -------------------------------------------- | ---------------------- | -------------------- | ------------------- | ------- | ------- | ---------------------------------------- | ------ | ----- | ----- |
|                                              | Mara Scagni ✔️ Sindaco | 27 447               | 53,87               | 25 146  | 46,85   | Democratici di Sinistra                  | 11 588 | 23,50 | 13    |
| La Margherita                                | Mara Scagni ✔️ Sindaco | 27 447               | 53,87               | 25 146  | 46,85   | 4 214                                    | 8,54   | 4     |       |
| Noi Per Mara                                 | Mara Scagni ✔️ Sindaco | 27 447               | 53,87               | 25 146  | 46,85   | 4 198                                    | 8,51   | 4     |       |
| Partito dei Comunisti Italiani               | Mara Scagni ✔️ Sindaco | 27 447               | 53,87               | 25 146  | 46,85   | 1 195                                    | 2,42   | 1     |       |
| Italia dei Valori - UDEUR                    | Mara Scagni ✔️ Sindaco | 27 447               | 53,87               | 25 146  | 46,85   | 432                                      | 0,88   | –     |       |
| Federazione dei Verdi                        | Mara Scagni ✔️ Sindaco | 27 447               | 53,87               | 25 146  | 46,85   | 310                                      | 0,63   | –     |       |
|                                              | Oreste Rossi           | 23 499               | 46,13               | 24 468  | 45,58   | Forza Italia                             | 9 848  | 19,97 | 7     |
| Lista Calvo                                  | Oreste Rossi           | 23 499               | 46,13               | 24 468  | 45,58   | 4 810                                    | 9,75   | 3     |       |
| Lega Nord                                    | Oreste Rossi           | 23 499               | 46,13               | 24 468  | 45,58   | 3 708                                    | 7,52   | 3     |       |
| Alleanza Nazionale                           | Oreste Rossi           | 23 499               | 46,13               | 24 468  | 45,58   | 3 612                                    | 7,32   | 2     |       |
| Unione dei Democratici Cristiani e di Centro | Oreste Rossi           | 23 499               | 46,13               | 24 468  | 45,58   | 789                                      | 1,60   | –     |       |
| Nuovo PSI                                    | Oreste Rossi           | 23 499               | 46,13               | 24 468  | 45,58   | 466                                      | 0,94   | –     |       |
| Seggio di coalizione                         | Seggio di coalizione   | Seggio di coalizione | 46,13               | 24 468  | 45,58   | 1                                        |        |       |       |
|                                              | Pier Angelo Taverna    | Pier Angelo Taverna  | Pier Angelo Taverna | 1 893   | 3,53    | Alessandria Viva (A)                     | 1 976  | 4,01  | 1     |
| Seggio di coalizione                         | Seggio di coalizione   | Seggio di coalizione | Pier Angelo Taverna | 1 893   | 3,53    | 1                                        |        |       |       |
|                                              | Giorgio Bertolo        | Giorgio Bertolo      | Giorgio Bertolo     | 1 191   | 2,22    | Partito della Rifondazione Comunista (B) | 1 215  | 2,46  | –     |
|                                              | Mario Torgani          | Mario Torgani        | Mario Torgani       | 640     | 1,19    | Lista Alessandria                        | 637    | 1,29  | –     |
|                                              | Mauro Morando          | Mauro Morando        | Mauro Morando       | 338     | 0,63    | Per la Nostra Città                      | 322    | 0,65  | –     |
| Totale                                       | Totale                 | 50 946               | 100                 | 53 676  | 100     |                                          | 49 320 | 100   | 40    |
|                                              |                        |                      |                     |         |         |                                          |        |       |       |
| Fonte: Ministero dell'interno                |                        |                      |                     |         |         |                                          |        |       |       |

### Acqui Terme
| Candidati                            | Candidati                 | II turno             | II turno         | I turno | I turno | Liste                        | Voti   | %     | Seggi |
| Candidati                            | Candidati                 | Voti                 | %                | Voti    | %       | Liste                        | Voti   | %     | Seggi |
| ------------------------------------ | ------------------------- | -------------------- | ---------------- | ------- | ------- | ---------------------------- | ------ | ----- | ----- |
|                                      | Danilo Rapetti ✔️ Sindaco | 7 060                | 56,38            | 4 196   | 31,40   | Per la Continuità Dopo Bosio | 3 833  | 31,21 | 12    |
|                                      | Domenico Borgatta         | 5 462                | 43,62            | 4 360   | 32,63   | Democratici di Sinistra      | 1 643  | 13,38 | 1     |
| Partito della Rifondazione Comunista | Domenico Borgatta         | 5 462                | 43,62            | 4 360   | 32,63   | 916                          | 7,46   | 1     |       |
| La Margherita                        | Domenico Borgatta         | 5 462                | 43,62            | 4 360   | 32,63   | 830                          | 6,76   | 1     |       |
| Partito dei Comunisti Italiani       | Domenico Borgatta         | 5 462                | 43,62            | 4 360   | 32,63   | 367                          | 2,99   | –     |       |
| Partito dell'Onestà                  | Domenico Borgatta         | 5 462                | 43,62            | 4 360   | 32,63   | 136                          | 1,11   | –     |       |
| Seggio di coalizione                 | Seggio di coalizione      | Seggio di coalizione | 43,62            | 4 360   | 32,63   | 1                            |        |       |       |
|                                      | Adolfo Carozzi            | Adolfo Carozzi       | Adolfo Carozzi   | 3 230   | 24,17   | Casa delle Libertà           | 2 604  | 21,20 | 2     |
| Insieme per Acqui                    | Adolfo Carozzi            | Adolfo Carozzi       | Adolfo Carozzi   | 3 230   | 24,17   | 502                          | 4,09   | –     |       |
| Seggio di coalizione                 | Seggio di coalizione      | Seggio di coalizione | Adolfo Carozzi   | 3 230   | 24,17   | 1                            |        |       |       |
|                                      | Michele Gallizzi          | Michele Gallizzi     | Michele Gallizzi | 1 576   | 11,79   | La Città ai Cittadini        | 1 452  | 11,82 | –     |
| Seggio di coalizione                 | Seggio di coalizione      | Seggio di coalizione | Michele Gallizzi | 1 576   | 11,79   | 1                            |        |       |       |
| Totale                               | Totale                    | 12 522               | 100              | 13 362  | 100     |                              | 12 283 | 100   | 20    |
|                                      |                           |                      |                  |         |         |                              |        |       |       |
| Fonte: Ministero dell'interno        |                           |                      |                  |         |         |                              |        |       |       |

## Asti

### Asti
| Candidati                                    | Candidati                   | II turno             | II turno           | I turno | I turno | Liste                                | Voti   | %     | Seggi |
| Candidati                                    | Candidati                   | Voti                 | %                  | Voti    | %       | Liste                                | Voti   | %     | Seggi |
| -------------------------------------------- | --------------------------- | -------------------- | ------------------ | ------- | ------- | ------------------------------------ | ------ | ----- | ----- |
|                                              | Vittorio Voglino ✔️ Sindaco | 22 057               | 54,63              | 19 224  | 45,19   | Democratici di Sinistra              | 4 944  | 13,32 | 8     |
| La Margherita                                | Vittorio Voglino ✔️ Sindaco | 22 057               | 54,63              | 19 224  | 45,19   | 4 276                                | 11,52  | 6     |       |
| Partito dei Comunisti Italiani               | Vittorio Voglino ✔️ Sindaco | 22 057               | 54,63              | 19 224  | 45,19   | 3 723                                | 10,03  | 6     |       |
| Asti con Voglino Sindaco                     | Vittorio Voglino ✔️ Sindaco | 22 057               | 54,63              | 19 224  | 45,19   | 2 712                                | 7,31   | 4     |       |
| Socialisti Democratici Italiani              | Vittorio Voglino ✔️ Sindaco | 22 057               | 54,63              | 19 224  | 45,19   | 126                                  | 0,34   | –     |       |
|                                              | Luigi Florio                | 18 318               | 45,37              | 18 874  | 44,36   | Forza Italia                         | 10 181 | 27,44 | 9     |
| Alleanza Nazionale                           | Luigi Florio                | 18 318               | 45,37              | 18 874  | 44,36   | 2 968                                | 8,00   | 2     |       |
| Unione dei Democratici Cristiani e di Centro | Luigi Florio                | 18 318               | 45,37              | 18 874  | 44,36   | 1 853                                | 4,99   | 1     |       |
| Lega Nord                                    | Luigi Florio                | 18 318               | 45,37              | 18 874  | 44,36   | 1 445                                | 3,89   | 1     |       |
| Partito Repubblicano Italiano                | Luigi Florio                | 18 318               | 45,37              | 18 874  | 44,36   | 925                                  | 2,49   | –     |       |
| Seggio di coalizione                         | Seggio di coalizione        | Seggio di coalizione | 45,37              | 18 874  | 44,36   | 1                                    |        |       |       |
|                                              | Giovanni Pensabene          | Giovanni Pensabene   | Giovanni Pensabene | 1 790   | 4,21    | Partito della Rifondazione Comunista | 1 382  | 3,72  | –     |
| Federazione dei Verdi                        | Giovanni Pensabene          | Giovanni Pensabene   | Giovanni Pensabene | 1 790   | 4,21    | 207                                  | 0,56   | –     |       |
| Seggio di coalizione                         | Seggio di coalizione        | Seggio di coalizione | Giovanni Pensabene | 1 790   | 4,21    | 1                                    |        |       |       |
|                                              | Alberto Pasta               | Alberto Pasta        | Alberto Pasta      | 1 541   | 3,62    | Unione dei Cittadini                 | 1 743  | 4,70  | –     |
| Seggio di coalizione                         | Seggio di coalizione        | Seggio di coalizione | Alberto Pasta      | 1 541   | 3,62    | 1                                    |        |       |       |
|                                              | Giuseppe Reggio             | Giuseppe Reggio      | Giuseppe Reggio    | 1 115   | 2,62    | Partito Pensionati (A)               | 619    | 1,67  | –     |
| Totale                                       | Totale                      | 40 375               | 100                | 42 544  | 100     |                                      | 37 104 | 100   | 40    |
|                                              |                             |                      |                    |         |         |                                      |        |       |       |
| Fonte: Ministero dell'interno                |                             |                      |                    |         |         |                                      |        |       |       |

## Cuneo

### Cuneo
| Candidati                                    | Candidati                    | II turno             | II turno           | I turno | I turno | Liste                | Voti   | %     | Seggi |
| Candidati                                    | Candidati                    | Voti                 | %                  | Voti    | %       | Liste                | Voti   | %     | Seggi |
| -------------------------------------------- | ---------------------------- | -------------------- | ------------------ | ------- | ------- | -------------------- | ------ | ----- | ----- |
|                                              | Alberto Valmaggia ✔️ Sindaco | 16 473               | 52,98              | 16 170  | 48,15   | Centro               | 3 635  | 12,04 | 7     |
| Democratici di Sinistra                      | Alberto Valmaggia ✔️ Sindaco | 16 473               | 52,98              | 16 170  | 48,15   | 3 324                | 11,01  | 6     |       |
| La Margherita                                | Alberto Valmaggia ✔️ Sindaco | 16 473               | 52,98              | 16 170  | 48,15   | 3 011                | 9,97   | 5     |       |
| Cuneo Solidale                               | Alberto Valmaggia ✔️ Sindaco | 16 473               | 52,98              | 16 170  | 48,15   | 2 947                | 9,76   | 5     |       |
| Città Aperta                                 | Alberto Valmaggia ✔️ Sindaco | 16 473               | 52,98              | 16 170  | 48,15   | 759                  | 2,51   | 1     |       |
| Italia dei Valori                            | Alberto Valmaggia ✔️ Sindaco | 16 473               | 52,98              | 16 170  | 48,15   | 343                  | 1,14   | –     |       |
| FdV - PdCI                                   | Alberto Valmaggia ✔️ Sindaco | 16 473               | 52,98              | 16 170  | 48,15   | 259                  | 0,86   | –     |       |
|                                              | Angelo Giordano              | 14 621               | 47,02              | 14 453  | 43,04   | Forza Italia         | 6 381  | 21,13 | 8     |
| Unione dei Democratici Cristiani e di Centro | Angelo Giordano              | 14 621               | 47,02              | 14 453  | 43,04   | 2 940                | 9,73   | 3     |       |
| Alleanza Nazionale                           | Angelo Giordano              | 14 621               | 47,02              | 14 453  | 43,04   | 2 592                | 8,58   | 3     |       |
| Lega Nord                                    | Angelo Giordano              | 14 621               | 47,02              | 14 453  | 43,04   | 1 306                | 4,32   | 1     |       |
| Seggio di coalizione                         | Seggio di coalizione         | Seggio di coalizione | 47,02              | 14 453  | 43,04   | 1                    |        |       |       |
|                                              | Marco Bertone                | Marco Bertone        | Marco Bertone      | 876     | 2,61    | Connubio Giovanile   | 562    | 1,86  | –     |
| Partecipare è Utile                          | Marco Bertone                | Marco Bertone        | Marco Bertone      | 876     | 2,61    | 267                  | 0,88   | –     |       |
|                                              | Mario Lucio Barral           | Mario Lucio Barral   | Mario Lucio Barral | 768     | 2,29    | Cuneo Città d'Europa | 681    | 2,25  | –     |
|                                              | Sergio Dalmasso              | Sergio Dalmasso      | Sergio Dalmasso    | 715     | 2,13    | Sinistra Alternativa | 658    | 2,18  | –     |
|                                              | Gemma Macagno                | Gemma Macagno        | Gemma Macagno      | 602     | 1,79    | Donne per la Città   | 536    | 1,77  | –     |
| Totale                                       | Totale                       | 31 094               | 100                | 33 584  | 100     |                      | 30 201 | 100   | 40    |
|                                              |                              |                      |                    |         |         |                      |        |       |       |
| Fonte: Ministero dell'interno                |                              |                      |                    |         |         |                      |        |       |       |

### Mondovì
|                                              | Aldo Rabbia ✔️ Sindaco | 7 655                | 58,24 | Forza Italia                         | 2 360  | 20,19 | 5  |  |  |
| Insieme per Mondovì                          | Aldo Rabbia ✔️ Sindaco | 7 655                | 58,24 | 1 708                                | 14,61  | 3     |    |  |  |
| Lista Vaschetti                              | Aldo Rabbia ✔️ Sindaco | 7 655                | 58,24 | 1 698                                | 14,52  | 3     |    |  |  |
| Unione dei Democratici Cristiani e di Centro | Aldo Rabbia ✔️ Sindaco | 7 655                | 58,24 | 880                                  | 7,53   | 1     |    |  |  |
| Alleanza Nazionale                           | Aldo Rabbia ✔️ Sindaco | 7 655                | 58,24 | 671                                  | 5,74   | 1     |    |  |  |
|                                              | Lucia Galfrè           | 3 878                | 29,50 | La Margherita                        | 1 219  | 10,43 | 2  |  |  |
| Mondovì Democratica                          | Lucia Galfrè           | 3 878                | 29,50 | 854                                  | 7,30   | 2     |    |  |  |
| Obiettivo Comune                             | Lucia Galfrè           | 3 878                | 29,50 | 844                                  | 7,22   | 1     |    |  |  |
| Italia dei Valori                            | Lucia Galfrè           | 3 878                | 29,50 | 321                                  | 2,75   | –     |    |  |  |
| Pensionati per l'Europa                      | Lucia Galfrè           | 3 878                | 29,50 | 31                                   | 0,27   | –     |    |  |  |
| Seggio di coalizione                         | Seggio di coalizione   | Seggio di coalizione | 29,50 | 1                                    |        |       |    |  |  |
|                                              | Roberto Conti          | 1 002                | 7,62  | Lega Nord                            | 680    | 5,82  | –  |  |  |
| Seggio di coalizione                         | Seggio di coalizione   | Seggio di coalizione | 7,62  | 1                                    |        |       |    |  |  |
|                                              | Michele Baracco        | 610                  | 4,64  | Partito della Rifondazione Comunista | 425    | 3,64  | –  |  |  |
| Totale                                       | Totale                 | 13 145               | 100   |                                      | 11 691 | 100   | 20 |  |  |
|                                              |                        |                      |       |                                      |        |       |    |  |  |
| Fonte: Ministero dell'interno                |                        |                      |       |                                      |        |       |    |  |  |

## Novara

### Arona
|                                            | Mario Velati ✔️ Sindaco | 4 628                | 51,50 | Forza Italia                                 | 2 462 | 32,88 | 8  |  |  |
| Alleanza Nazionale                         | Mario Velati ✔️ Sindaco | 4 628                | 51,50 | 555                                          | 7,41  | 2     |    |  |  |
| Lega Nord                                  | Mario Velati ✔️ Sindaco | 4 628                | 51,50 | 484                                          | 6,46  | 1     |    |  |  |
| Nuovo PSI                                  | Mario Velati ✔️ Sindaco | 4 628                | 51,50 | 335                                          | 4,47  | 1     |    |  |  |
|                                            | Mario Paglianor         | 3 573                | 39,76 | Democratici di Sinistra                      | 1 068 | 14,26 | 3  |  |  |
| La Margherita                              | Mario Paglianor         | 3 573                | 39,76 | 905                                          | 12,09 | 2     |    |  |  |
| Arona 2002                                 | Mario Paglianor         | 3 573                | 39,76 | 648                                          | 8,65  | 1     |    |  |  |
| Partito della Rifondazione Comunista - FdV | Mario Paglianor         | 3 573                | 39,76 | 280                                          | 3,74  | –     |    |  |  |
| Seggio di coalizione                       | Seggio di coalizione    | Seggio di coalizione | 39,76 | 1                                            |       |       |    |  |  |
|                                            | Giovanna Donetti        | 557                  | 6,20  | Unione dei Democratici Cristiani e di Centro | 520   | 6,94  | –  |  |  |
| Seggio di coalizione                       | Seggio di coalizione    | Seggio di coalizione | 6,20  | 1                                            |       |       |    |  |  |
|                                            | Luciano Bistaffa        | 229                  | 2,55  | Arona Arona                                  | 231   | 3,08  | –  |  |  |
| Totale                                     | Totale                  | 8 987                | 100   |                                              | 7 488 | 100   | 20 |  |  |
|                                            |                         |                      |       |                                              |       |       |    |  |  |
| Fonte: Ministero dell'interno              |                         |                      |       |                                              |       |       |    |  |  |

### Borgomanero
| Candidati                                    | Candidati                     | II turno             | II turno             | I turno | I turno | Liste                                    | Voti   | %     | Seggi |
| Candidati                                    | Candidati                     | Voti                 | %                    | Voti    | %       | Liste                                    | Voti   | %     | Seggi |
| -------------------------------------------- | ----------------------------- | -------------------- | -------------------- | ------- | ------- | ---------------------------------------- | ------ | ----- | ----- |
|                                              | Pier Luigi Pastore ✔️ Sindaco | 6 089                | 59,61                | 5 233   | 44,89   | La Margherita                            | 1 661  | 15,92 | 4     |
| Unire la Città                               | Pier Luigi Pastore ✔️ Sindaco | 6 089                | 59,61                | 5 233   | 44,89   | 1 410                                    | 13,51  | 4     |       |
| Democratici di Sinistra                      | Pier Luigi Pastore ✔️ Sindaco | 6 089                | 59,61                | 5 233   | 44,89   | 1 397                                    | 13,39  | 4     |       |
|                                              | Carlo Alberto Barbaglia       | 4 126                | 40,39                | 4 017   | 34,46   | Forza Italia                             | 1 817  | 17,42 | 3     |
| Lega Nord                                    | Carlo Alberto Barbaglia       | 4 126                | 40,39                | 4 017   | 34,46   | 1 130                                    | 10,83  | 1     |       |
| Unione dei Democratici Cristiani e di Centro | Carlo Alberto Barbaglia       | 4 126                | 40,39                | 4 017   | 34,46   | 478                                      | 4,58   | –     |       |
| Nuovo PSI                                    | Carlo Alberto Barbaglia       | 4 126                | 40,39                | 4 017   | 34,46   | 344                                      | 3,30   | –     |       |
| Seggio di coalizione                         | Seggio di coalizione          | Seggio di coalizione | 40,39                | 4 017   | 34,46   | 1                                        |        |       |       |
|                                              | Giuseppe Cerutti              | Giuseppe Cerutti     | Giuseppe Cerutti     | 1 535   | 13,17   | Città per l'Uomo (A)                     | 1 372  | 13,15 | 1     |
| Seggio di coalizione                         | Seggio di coalizione          | Seggio di coalizione | Giuseppe Cerutti     | 1 535   | 13,17   | 1                                        |        |       |       |
|                                              | Pier Paolo Marchetti          | Pier Paolo Marchetti | Pier Paolo Marchetti | 716     | 6,14    | Alleanza Nazionale (B)                   | 671    | 6,43  | –     |
| Seggio di coalizione                         | Seggio di coalizione          | Seggio di coalizione | Pier Paolo Marchetti | 716     | 6,14    | 1                                        |        |       |       |
|                                              | Giancarlo Travagin            | Giancarlo Travagin   | Giancarlo Travagin   | 157     | 1,35    | Rinascita della Democrazia Cristiana (C) | 153    | 1,47  | –     |
| Totale                                       | Totale                        | 10 215               | 100                  | 11 658  | 100     |                                          | 10 433 | 100   | 20    |
|                                              |                               |                      |                      |         |         |                                          |        |       |       |
| Fonte: Ministero dell'interno                |                               |                      |                      |         |         |                                          |        |       |       |

## Verbano-Cusio-Ossola

### Domodossola
|                                              | Gian Mauro Mottini ✔️ Sindaco | 5 995                | 53,25 | Forza Italia                         | 2 502  | 24,81 | 6  |  |  |
| Alleanza Nazionale                           | Gian Mauro Mottini ✔️ Sindaco | 5 995                | 53,25 | 1 299                                | 12,88  | 3     |    |  |  |
| Unione dei Democratici Cristiani e di Centro | Gian Mauro Mottini ✔️ Sindaco | 5 995                | 53,25 | 827                                  | 8,20   | 1     |    |  |  |
| Nuovo PSI                                    | Gian Mauro Mottini ✔️ Sindaco | 5 995                | 53,25 | 613                                  | 6,08   | 1     |    |  |  |
| Lega Nord                                    | Gian Mauro Mottini ✔️ Sindaco | 5 995                | 53,25 | 477                                  | 4,73   | 1     |    |  |  |
|                                              | Liliana Graziobelli           | 3 162                | 28,08 | Democratici di Sinistra              | 1 660  | 16,46 | 3  |  |  |
| FdV - PdCI                                   | Liliana Graziobelli           | 3 162                | 28,08 | 636                                  | 6,31   | 1     |    |  |  |
| Socialisti Democratici Italiani              | Liliana Graziobelli           | 3 162                | 28,08 | 206                                  | 2,04   | –     |    |  |  |
| Seggio di coalizione                         | Seggio di coalizione          | Seggio di coalizione | 28,08 | 1                                    |        |       |    |  |  |
|                                              | Giuseppe Sterpone             | 782                  | 6,95  | Impegno per Domodossola              | 677    | 6,71  | –  |  |  |
| Seggio di coalizione                         | Seggio di coalizione          | Seggio di coalizione | 6,95  | 1                                    |        |       |    |  |  |
|                                              | Pier Giorgio Cobianchi        | 606                  | 5,38  | Partito della Rifondazione Comunista | 529    | 5,24  | –  |  |  |
| Seggio di coalizione                         | Seggio di coalizione          | Seggio di coalizione | 5,38  | 1                                    |        |       |    |  |  |
|                                              | Carlo Poli                    | 493                  | 4,38  | La Margherita                        | 453    | 4,49  | –  |  |  |
| Seggio di coalizione                         | Seggio di coalizione          | Seggio di coalizione | 4,38  | 1                                    |        |       |    |  |  |
|                                              | Mario Militello               | 221                  | 1,96  | Città dei Valori                     | 207    | 2,05  | –  |  |  |
| Totale                                       | Totale                        | 11 259               | 100   |                                      | 10 086 | 100   | 20 |  |  |
|                                              |                               |                      |       |                                      |        |       |    |  |  |
| Fonte: Ministero dell'interno                |                               |                      |       |                                      |        |       |    |  |  |

### Omegna
|                                              | Alberto Buzio ✔️ Sindaco | 4 999                | 53,20 | Democratici di Sinistra | 2 023 | 25,58 | 7  |  |  |
| La Margherita                                | Alberto Buzio ✔️ Sindaco | 4 999                | 53,20 | 837                     | 10,58 | 2     |    |  |  |
| Partito della Rifondazione Comunista         | Alberto Buzio ✔️ Sindaco | 4 999                | 53,20 | 655                     | 8,28  | 2     |    |  |  |
| Sviluppo - Solidarietà - Impegno per Omegna  | Alberto Buzio ✔️ Sindaco | 4 999                | 53,20 | 388                     | 4,91  | 1     |    |  |  |
| FdV - PdCI                                   | Alberto Buzio ✔️ Sindaco | 4 999                | 53,20 | 144                     | 1,82  | –     |    |  |  |
|                                              | Ernesto Quara            | 4 398                | 46,80 | Forza Italia            | 2 201 | 27,83 | 5  |  |  |
| Alleanza Nazionale                           | Ernesto Quara            | 4 398                | 46,80 | 803                     | 10,15 | 1     |    |  |  |
| Unione dei Democratici Cristiani e di Centro | Ernesto Quara            | 4 398                | 46,80 | 506                     | 6,40  | 1     |    |  |  |
| Lega Nord                                    | Ernesto Quara            | 4 398                | 46,80 | 353                     | 4,46  | –     |    |  |  |
| Seggio di coalizione                         | Seggio di coalizione     | Seggio di coalizione | 46,80 | 1                       |       |       |    |  |  |
| Totale                                       | Totale                   | 9 397                | 100   |                         | 7 910 | 100   | 20 |  |  |
|                                              |                          |                      |       |                         |       |       |    |  |  |
| Fonte: Ministero dell'interno                |                          |                      |       |                         |       |       |    |  |  |